# Щипски манастир
Щипският манастир „Света Недела“ (на македонска литературна норма: Штипски манастир „Света Недела“) е православен манастир в град Щип, източната част на Република Македония. Част е от Щипското архиерейско наместничество на Брегалнишката епархия на Македонската православна църква – Охридска архиепископия.
Манастирът е разположен на Радански път край квартала Дузлак (Дузлашки рид). Изграден е в 1968 година и осветен на 2 септември същата година от митрополит Наум Злетовско-Струмишки. В манастира става събор на Цветница, по време на който се провежда и фолклорен фестивал.